# ام‌البیرک
ام‌البیرک یک منطقهٔ مسکونی در اردن است که در استان امان واقع شده‌است.